# Open Library

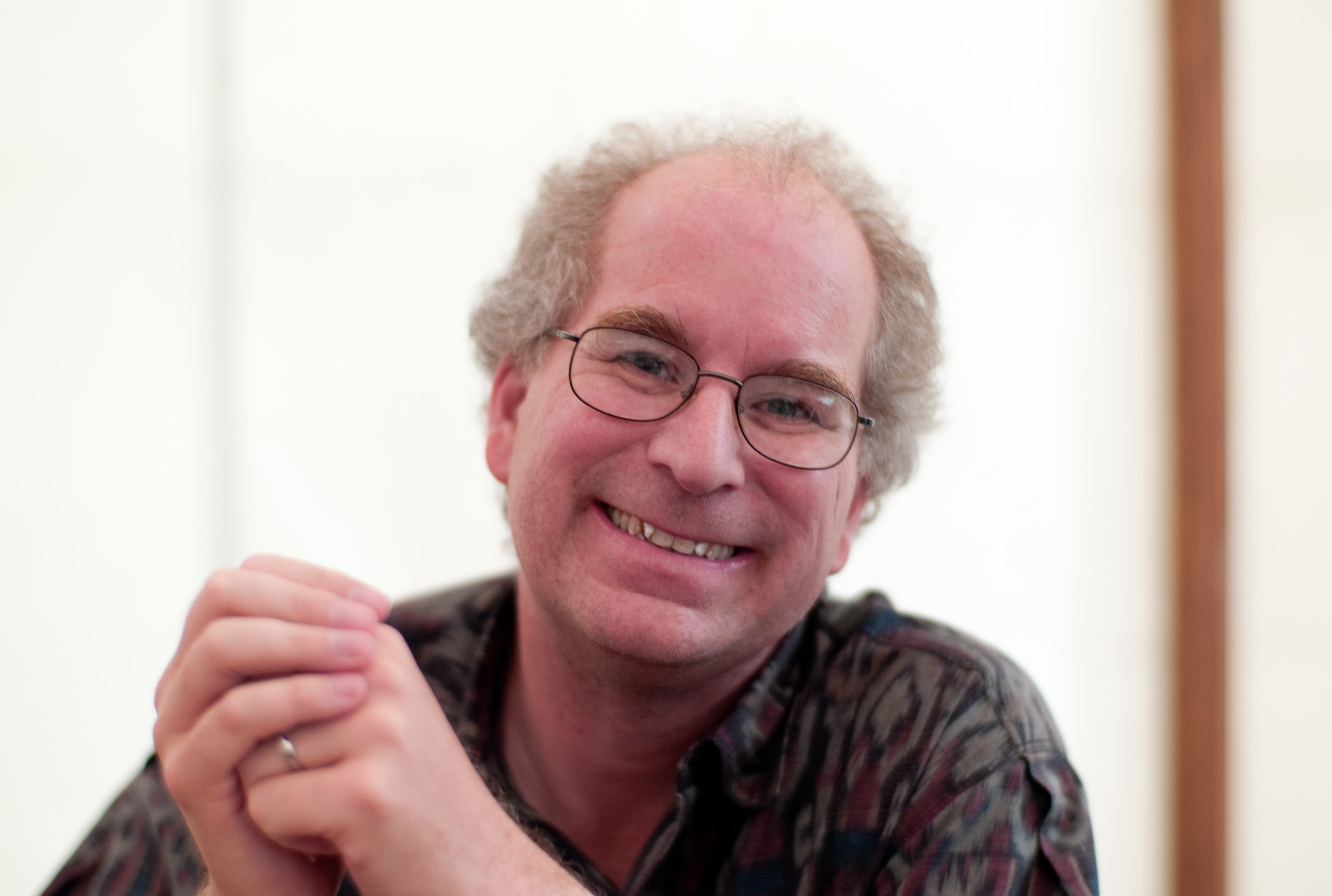
Творець Архіву Інтернету Брюстер Кейл у 2009 році

Open Library (Вільна бібліотека) — електронна бібліотека, проєкт некомерційної організації Internet Archive у співпраці з Open Content Alliance, станом на листопад 2008 року нараховує 1 млн 064 тис. 822 оцифрованих книжки, які знаходяться у відкритому доступі.
Пошукові запити необхідно робити латинською абеткою. Також з наданого Бостонською публічною бібліотекою списку книг можна вибрати таку, яка буде безкоштовно оцифрована.
У 2008 році розпочалось завантаження відкритого контенту з проєкту пошук книг Google [Архівовано 22 травня 2011 у Wayback Machine.]. Вміст бібліотеки знаходиться у суспільному надбанні.

## Дивись також
- Електронна бібліотека
- Е-бібліотека «Чтиво»
- Open Content Alliance
- Europeana
- Цифрова бібліотека Німеччини